# 그물자리 엡실론
그물자리 엡실론 또는 HD 27442는 지구에서 그물자리 방향으로 약 59 광년 떨어진 곳에 있는 쌍성이다. 주성은 오렌지색 준거성이며 짝별은 백색 왜성이다. 주성은 남반구 하늘에서 날씨가 좋을 경우 맨눈으로도 볼 수 있다. 2000년 기준으로 주성 주위를 도는 외계 행성 1개가 확인되어 있다.

## 항성계
주성 그물자리 엡실론 A는 우리 태양보다 20퍼센트 더 무거운 준거성이다. 준거성 자체는 중심핵에 있던 수소를 거의 다 태운 상태이기 때문에 빠르게 부풀어 오른 뒤 적색 거성으로 진화할 것이다. 다만 질량을 고려할 때 이 별의 현재 나이는 태양보다 많지는 않을 것이다.
짝별 그물자리 엡실론 B는 백색 왜성으로 주성에서 약 240 천문단위 떨어진 곳에 있다. B의 표면 온도는 9,000 ~ 17,000켈빈 정도이다.

## 행성계

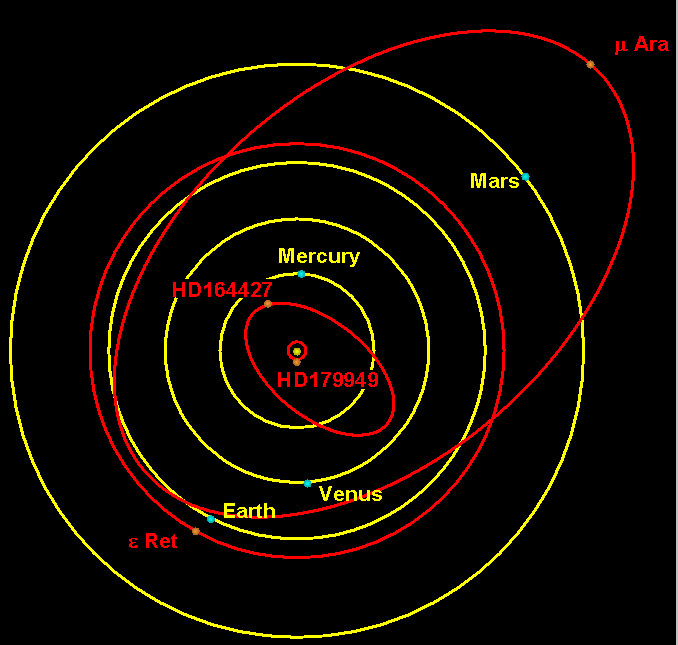
태양계 내행성들의 궤도를 그물자리 엡실론 b를 포함한 여러 외계 행성들의 궤도와 겹쳐 놓은 그림.

그물자리 엡실론 주위를 도는 외계 행성은 2000년 12월 11일 발견되었으며, 가장 먼저 발견되었기 때문에 소문자 b를 받아 그물자리 엡실론 b로 명명되었다. 최소 질량은 목성보다 17퍼센트 더 무겁고 반지름은 목성과 거의 비슷할 것으로 보인다. 어머니 항성으로부터 약 1.16 천문단위 떨어진 곳을 돌고 있는데 이는 태양과 지구 사이 거리보다 약간 더 먼 정도이다. 궤도 이심률은 작아서 원에 가까우며(0.06) 418일(1.13년)에 항성을 1회 공전한다.
이 행성의 궤도상에 지구 정도 질량을 지닌 천체가 트로이 행성 모양으로 존재할 가능성이 제기되었다.
| 동반 천체 (가까운 천체순) | 질량 (MJ)     | 공전주기 (일) | 공전궤도 반지름 (AU) | 이심률        |
| ------------------------- | ------------- | ------------- | -------------------- | ------------- |
| b                         | > 1.56 ± 0.14 | 428.1 ± 1.1   | 1.271 ± 0.073        | 0.060 ± 0.043 |

## 참고 문헌
1. ↑  Chauvin;  외. (2007). “Characterization of the long-period companions of the exoplanet host stars: HD 196885, HD 1237 and HD 27442” (abstract). 《Astronomy and Astrophysics》 475 (2): 723-727. doi:10.1051/0004-6361:20067046. (웹 인쇄판)
2. ↑  Butler;  외. (2001). “Two New Planets from the Anglo-Australian Planet Search”. 《The Astrophysical Journal》 555 (1): 410–417. doi:10.1086/321467.
3. ↑  R. Schwarz, R. Dvorak, Á. Süli, and B. Érdi (2007). “Survey of the stability region of hypothetical habitable Trojan planets”. 《Astronomy & Astrophysics》 474: 1023-1029. doi:10.1051/0004-6361:20077994.: HD 93083, HD 17051, HD 28185, HD 27442, HD 188015, HD 99109, HD 221287